# Friedrich Öhlinger
Friedrich Öhlinger (* 23. August 1878 in Andorf; † 8. Oktober 1957 in Vöcklabruck) war ein österreichischer Politiker.

## Leben und Karriere
Friedrich Öhlinger wurde am 23. August 1878 als Sohn eines Oberlehrers in der Gemeinde Andorf im Bezirk Schärding geboren. Nach dem Besuch der Volksschule und des Gymnasiums in Linz, wo er 1897 die Matura ablegte, begann Öhlinger ein Studium an der Medizinischen Fakultät der Universität Innsbruck. Hier trat er unter anderem am 18. Oktober 1897 der Studentenverbindung AV Austria Innsbruck bei, wo er den Couleurnamen Fritz trug. Sein Medizinstudium beendete Öhlinger in weiterer Folge jedoch nicht, sondern wechselte an die Rechtswissenschaftliche bzw. dann an die Philosophische Fakultät, wo er vor allem nationalökonomische bzw. historische Vorlesungen besuchte. Da seine Art des Studiums als nicht ordnungsgemäß betrachtet wurde, da er seine Studienrichtungen wechselte und kein Studium abschloss, wurde er vorerst von der AV Austria Innsbruck ausgeschlossen.
Im Jahre 1906 folgte er dem vier Jahre älteren Richard Wollek, der drei Jahre zuvor der Austria Innsbruck beigetreten war, nach Wien. Wollek, der damals in Prag lebte, hatte im Mai 1906 von Albert Geßmann die Einladung erhalten, den Posten des Sekretärs der Christlichsozialen Reichsabteilung sowie des gerade gegründeten Niederösterreichischen Bauernbunds anzunehmen. Öhlinger unterstützte Wollek daraufhin im niederösterreichischen Bauernbund, ehe ihn Geßmann im Jahre 1909 nach Warnsdorf und danach nach Trautenau in Böhmen schickte. Dort sollte er die christlichsoziale Bewegung sowie die Christlichsoziale Partei an sich organisatorisch verstärken. Die Struktur dieser war in Böhmen zu diesem Zeitpunkt weitaus schwächer, als sie es in Wien und Niederösterreich war. Danach wurde Öhlinger Parteisekretär für das Gebiet Ostböhmen mit Sitz in Trautenau und kandidierte im Anschluss für die CS bei den Reichsratswahl 1911 im Wahlkreis Braunau-Land, wo er jedoch chancenlos blieb.
Nachdem der Erste Weltkrieg ausgebrochen war, wurde der in seinen Mittdreißigern stehende Öhlinger im Jahre 1914 in den Kriegsdienst einberufen, wo er dem k.k. Landwehrinfanterieregiment „Linz“ Nr. 2 angehörte. Hierbei wurde er an der russischen Front eingesetzt und stand über den kompletten Zeitraum des Ersten Weltkrieges im Dienst der kaiserlich-königlichen Landwehr. Sein letzter Dienstgrad war dabei Leutnant der Reserve. Da er noch während des Kriegsdienstes an der Cholera erkrankt war, musste er zeitlebens mit den Nachwirkungen dieser Erkrankung kämpfen. Nach über vier Jahren im Dienst der k.k. Landwehr kehrte Öhlinger nach Kriegsende wieder nach Trautenau zurück, wo er als Kreisparteisekretär der Deutschen Christlich-Sozialen Volkspartei in der eben erst gegründeten Tschechoslowakei fungierte. Aufgrund der mittlerweile erreichten Lebensstellung wurde er am 18. Oktober 1920 wieder in die Austria Innsbruck aufgenommen, wo er fortan den Status Alter Herr trug. Darüber hinaus war er zumindest von 1925 bis 1931 Vorsitzender des Philisterzirkels Teplitz-Schönau.
Im Jahre 1925 kandidierte Öhlinger bei den Wahlen zur tschechoslowakischen Nationalversammlung als Abgeordneter und wurde auch gewählt. Daraufhin gehörte er der Nationalversammlung bis 1935 als Abgeordneter an und gehörte zum sogenannten linken aktivistischen Flügel der Christlichsozialen, der für eine Zusammenarbeit mit den Tschechen war. Bei den Wahlen zur tschechoslowakischen Nationalversammlung 1935 verloren alle Parteien zugunsten der kryptonationalsozialistischen Sudetendeutsche Partei unter der Führung Konrad Henleins sehr stark, woraufhin Öhlinger kein Mandat mehr erhielt. Zum damaligen Zeitpunkt galt er als Spitzenkandidat im Wahlkreis Königgrätz. Neben Emil Bobek, Josef Böhr, Wenzel Feierfeil, Karl Hilgenreiner, Johann Krumpe, Eugen Graf Ledebur-Wicheln, Hans Lokscha, Felix Luschka, Robert Mayr-Hartling, Robert Schälzky und anderen gehörte er einer nicht unbedeutenden Riege von CV-Mitgliedern an, die politische Mandate in der ersten tschechoslowakischen Republik bekleideten. Sie alle gehörten der Deutschen Christlich-Sozialen Volkspartei an, die einen kooperierenden Kurs gegenüber den Tschechen fuhr und der damals im Gegensatz zu nationalistisch als aktivistisch bezeichnet wurde.
Nach dem Einmarsch der Deutschen ins Sudetenland im September 1938 musste Öhlinger vorerst nach Prag in die Rest-Tschechei flüchten, die daraufhin von 15. auf 16. März ebenfalls zerschlagen wurde. Nach der Zerschlagung war Öhlinger zeitweise inhaftiert und verbrachte die gesamte Zeit des Zweiten Weltkrieges in Prag. Auch danach lebte er noch einige Zeit in Prag, ehe er am 7. Dezember 1948 vertrieben wurde und in seine oberösterreichische Heimat zurückkehrte. Seinen Lebensabend verbrachte er in bescheidenen Verhältnissen in Vöcklabruck. Noch in den letzten Jahren seines Lebens engagierte er sich beim oberösterreichischen Land- und Forstarbeiterbund, bei dem Hans Huber nach dem Ende des Zweiten Weltkrieges Landessekretär geworden war, sowie für die Heimatvertriebenen. Am 8. Oktober 1957 verstarb Öhlinger 79-jährig in Vöcklabruck und wurde am dortigen beerdigt. Bei seinem Begräbnis sprach der damalige Landeshauptmann Heinrich Gleißner, ebenfalls ein CV-Mitglied, einige Abschiedsworte am offenen Grab.